# Cien escuelas del pensamiento
Las Cien escuelas de pensamiento (en chino tradicional, 諸子百家; en chino simplificado, 诸子百家; pinyin, zhūzǐ bǎijiā; Wade-Giles, chu-tzu pai-chia; literalmente, ‘todos los filósofos cien escuelas’) fueron una serie de filósofos y escuelas que surgieron entre el año 770 al 221 a. C., una época de gran expansión cultural e intelectual en China. A pesar de que este período - conocido en su época más temprana como período de Primaveras y Otoños y como período de los Reinos Combatientes en su última parte - estuvo repleto de caos y batallas, también es reconocido como la Edad de Oro de la Filosofía china por el amplio rango de pensamientos e ideas que se desarrollaron y discutieron libremente. Estos pensamiento e ideas han tenido una enorme influencia en el estilo de vida y la conciencia social de los pueblos del este asiático hasta nuestros días. La actividad intelectual de esta época se caracterizó por eruditos itinerantes, a menudo empleados por varios mandatarios de distintos estados como consejeros en métodos de gobierno, guerra y diplomacia. Este período finalizó con el ascenso de la Dinastía Qin y la subsiguiente purga de ideas contrarias.

## Confucianismo y sus derivados
El Confucianismo, o Confucionismo (儒家; Rújiā; Ju-chia; "Escuela de eruditos") es el conjunto de doctrinas que indiscutiblemente más efectos duraderos han tenido en la historia china. Su legado escrito reside en los Clásicos confucianos, que posteriormente supusieron la fundación de la sociedad tradicional. Confucio (en chino simplificado y tradicional, 孔子; pinyin, Kǒngzǐ; Wade-Giles, K'ung-fu-tzu; literalmente, ‘Maestro Kong’)(tradicionalmente 28 de septiembre de 551 a. C. - 479 a. C.) recuperó la organización de los primeros días de la Dinastía Zhou (1122 a. C.- 256 a. C.) como orden sociopolítico ideal. Él creía que la única forma de un sistema de gobierno verdaderamente efectivo suponía unas relaciones previamente asignadas para cada individuo: "Deja que el gobernante sea gobernante y el súbdito sea súbdito". Además, sostuvo que un rey ha de ser virtuoso para poder gobernar legítimamente. Para Confucio, las funciones del gobierno y la estratificación social eran hechos que habían de ser sostenidos a través de valores éticos, por lo que su ideal humano era el junzi, traducido como "caballero" o "persona superior".
Mencio (de 孟子, pinyin Mèngzǐ, Wade-Giles Meng Ke, literalmente "Maestro Meng"), (370 a. C. - 289 a. C.), formuló sus enseñanzas directamente en respuesta a Confucio.
El efecto conjunto de Confucio, como promotor e intérprete de un sistema de relaciones basado en el comportamiento ético, y Mencio, como sintentizador y desarrollador del pensamiento confucionista aplicado, proveería la sociedad tradicional china de una estructura integral a través de la cual poder organizar cualquier aspecto de la vida.
El pensamiento confuciano fue objeto de varios añadidos tanto inmediatamente como a través de los siglos, desde dentro y fuera de la escuela confuciana. Las interpretaciones adaptadas a la sociedad contemporánea permitieron cierta flexibilidad dentro del confucionismo, mientras el sistema fundamental de comportamiento proveniente de los textos antiguos forman su base filosófica.
Diametralmente opuesto a Mencio, en lo que se refiere a la naturaleza humana (性), fue la interpretación de Xun Zi (chino tradicional: 荀子, chino simplificado: 荀子, pinyin: Xún Zǐ, Wade-Giles: Hsün Tzu, ca. 312–230 a. C.), otro seguidor de las enseñanzas de Confucio. Xun Zi predicó que el hombre no es bueno por naturaleza, sino que la bondad es alcanzable solo a través del control de los deseos y la conducta propia.

## Taoísmo
El Taoísmo filosófico (道家; Dàojiā; Tao-chia; "Escuela del Camino") desarrolló la segunda línea de pensamiento chino más importante. Su formulación está atribuida al sabio legendario Lao-Tsé (en chino simplificado y tradicional, 老子; pinyin, lǎozǐ; literalmente, ‘Viejo Maestro’), a menudo considerado anterior a Confucio, y Zhuangzi (chino tradicional: 莊子, chino simplificado: 庄子, pinyin: Zhuāngzǐ, Wade-Giles: Chuang Tzu o Chuang Tse, literalmente "Maestro Zhuang"). El Taoísmo se centra en el individuo en relación con la naturaleza más que en el individuo como ser social. De acuerdo a esta filosofía, el objetivo de la vida para cada individuo consiste en ajustarse y adaptarse al ritmo del mundo natural (y el sobrenatural), seguir el Camino (Tao) del Universo y vivir en armonía. Opuesto en muchos sentidos a la moralidad rígida y a la ceremonioso del Confucionismo, el Taoísmo sintonizaba para sus seguidores con sus rutinarias vidas diarias. Por otra parte, se oponía frontalmente al Legismo, ya que reprobaba cualquier tipo de sometimiento dogmático a normativas absolutistas.

## Moísmo
El Moísmo (墨家; Mòjiā; Mo-chia; "Escuela Mo") fue desarrollado por los seguidores de Mozi, o Mo-tzu, (470 a. C. - c. 391 a. C., Shaanxi). A pesar de que esta corriente de pensamiento no sobrevivió a la Dinastía Qin, el Moísmo está considerado como un importante rival del Confucionismo en el período de las Cien Escuelas de Pensamiento. Su filosofía descansaba en la idea del amor universal: Mozi creía que "todos son iguales bajo el cielo" y que la gente debería tratar de imitar al cielo llevando a cabo la práctica del amor colectivo. Su epistemología puede ser vista como un empirismo materialista primitivo. Él creía que el conocimiento humano debería basarse en la percepción propia -las experiencias sensoriales de cada uno, como la vista y el oído-, más que en la imaginación o la lógica interna, elementos fundados en la capacidad humana para la abstracción.
Mozi defendía la moderación, condenando el énfasis del Confucionismo en el ritual y la música, que consideraba extravagantes. Creía que la guerra conducía a la ruina de los Estados y la miseria del pueblo y, por ello, defendía el pacifismo o, como mucho, la defensa. La conquista de objetivos sociales, de acuerdo con él, precisaba de unidad de pensamiento y acción. Según su filosofía política, la población debería siempre obedecer a sus líderes, y estos deberían seguir en todo momento las leyes del cielo. Pueden verse en el Moísmo algunos elementos relacionados con la idea de meritocracia: Mozi consideraba que los gobernantes deberían nombrar oficiales de acuerdo a su virtud y su habilidad más que por sus conexiones familiares.
A pesar de que el seguimiento del Moísmo prácticamente desaparece al final de la Dinastía Qin, se dice que sus puntos de vista han tenido gran influencia en el pensamiento legista.

## La escuela del Yin-yang
La Escuela de los Naturalistas o Yin-yang (陰陽家/阴阳家; Yīnyángjiā; Yin-yang-chia; "Escuela del Yin-yang") era una filosofía que sintetizaba los conceptos de yin-yang y el de los  Cinco elementos. Se considera a Zou Yan como fundador de esta escuela.
Su teoría intenta explicar el universo de acuerdo con fuerzas básicas de la naturaleza: los agentes complementarios de yin (oscuro, frío, femenino, negativo) y yang (luminoso, caliente, masculino, positivo) y los Cinco Elementos o Cinco Fases (agua, madera, fuego, tierra y metal). En sus inicios, esta teoría estaba principalmente asociada a los estados de Yan y Qi. En períodos posteriores, estas teorías epistemológicas adquirieron mayor importancia tanto en la filosofía como en las creencias populares. Esta escuela fue posteriormente absorbida dentro de las dimensiones alquímica y mágica del Taoísmo, así como dentro del marco de trabajo de la  medicina china. Los registros más antiguos que sobreviven son los Textos de Mawangdui y el Huangdi Neijing.

## La Escuela lógica
La Escuela de los Nombres o Lógicos (名家; Míngjiā; Ming-chia; "Escuela de los Nombres") nació del Mohismo, con una filosofía que se centraba en la definición y en la lógica. Se considera que las escuelas sofista y dialéctica griegas tienen paralelismos con ella. El lógico más importante fue Gong Sunlong.

## Legismo
La Escuela de la Ley, Legalismo o Legismo (法家; Fǎjiā; Fa-chia; "Escuela de la Ley") fue una doctrina formulada por Han Feizi (chino simplificado 韩非子 chino tradicional 韩非子 pinyin hán fēizi Wade-Giles Han Feitzu) (Circa 280 a. C.- 233 a. C.) y Li Si (280 a. C., Chu - 208 a. C., Shaanxi), que mantenían que la naturaleza humana era profundamente egoísta; de acuerdo con esto, la única forma de preservar el orden social era la imposición de una disciplina desde arriba, con un estricto refuerzo de las leyes. Los legalistas creían en el Estado por encima de todo, buscando su prosperidad y sus habilidades sobre el bienestar de la gente.
El Legalismo tuvo una gran influencia para la legitimación del Imperio como forma de gobierno. Durante la Dinastía Han, se tomaron los elementos más prácticos del Confucionismo y del Legalismo, algo que marcó la creación de una nueva forma de gobierno que permanecería prácticamente intacta hasta finales del siglo XIX.

## Otras escuelas
En las Memorias históricas (chino tradicional: 史記, chino simplificado: 史记, pinyin: Shǐjì, también traducido como Recuerdos del gran historiador) de Sima Qian se nombran las seis filosofías principales dentro de las Cien Escuelas de Pensamiento. El Hanshu o Historia de la Dinastía Han anterior (en chino tradicional, 漢書 a veces, 前漢書; en chino simplificado, 汉书 or 前汉书; pinyin, Qián Hànshū; Wade-Giles, 'Ch'ien Han Shu') añade cuatro más dentro de las Diez Escuelas 十家; Shijia).
La Escuela de los agraristas (農家/农家; Nongjia) defiende la ganadería y la agricultura y enseña técnicas relacionadas, ya que creen que el desarrollo agrícola es la forma de proveer de suficientes recursos para el país. Por ejemplo, Mencio critica en una ocasión a Xu Xing (許行) por defender que los soberanos debían trabajar los campos al lado de sus súbditos.
La Escuela Zongheng o Escuela de Alianzas Horizontal y Vertical (縱橫家/纵横家; Zonghengjia) se especializó en política diplomática. Zhang Yi y Su Qin fueron dos de sus pensadores más representativos. Esta escuela se centraba en las cuestiones prácticas más que en cualquier principio moral, de forma que ponía énfasis en las tácticas políticas y diplomáticas y las habilidades de debate y defensa de intereses. Los pensadores de esta escuela eran grandes oradores y con gran sentido del debate y la táctica.